# De re metallica
De re metallica је књига о рударству и металургији. Аутор је био Георгиј Агрикола, а књига је објављена годину дана након његове смрти, 1556. године. Књига је била од изузетног значаја за средњовековно рударство. Приказује процесе извлачења руда из земље и метала из руде. 1912. године објављен је превод књиге De re metalica на енглеском који су направили Херберт Хувер и његова супруга Лу Хенри Хувер. Међутим најважнија дела о рударству било је дванаест књига De re metallica Георгија Агриколе објављених 1556. године.
Књига је објављивана на латинском што је омогућило да је чита сваки образовани Европљанин тога времена. Омогућавала је широк спектар знања о рударству и била је призната као најнапреднија књига у Европи. Садржала је 292 врхунске илустрације и детаљне описе машина.

## Сиже
Књига се састоји од предговора и дванаест поглавља, означених књигама од I до XII, без наслова. Такође има бројне дрворезе који дају дијаграме са коментарима који илуструју опрему и процесе описане у тексту.

### Књига I: Аргументи за и против ове уметности
Књига се састоји од аргумената коришћених против уметности и Агриколиних контрааргумената. Он говори да рударство није само ствар напорног рада, већ да рудари треба да поседују знање из филозофије, медицине, астрономије, геодезије, аритметике, архитектуре, цртања и права. Ту се долази до разних расправа, да је рударство опасно по рударе и да се уништавају одређена подручја. По њему, рударство је веома частан и профитабилан посао.

### Књига II: Рудар и говор о проналаску жила
Књига описује рудара и проналажење веза. Агриколе у овој књизи препоручује области за претраживање, описује путеве и довођење горива а на самом крају описује праксу именовања жила или осовина.

### Књига III: Вене и узице и шавови у стенама
Књига даје опис различитих врста жила које се могу наћи. Постоји 30 илустрација различитих облика ових жила, које чине већину књиге III.

### Књига IV: Разграничење жила и функције рударских службеника
Књига описује како је службеник, Бергмајстер, задужен за рударство. Он означава земљу у подручја која се зову meers када се жила открије. Такође део књиге описује законе рударства и како се рудник може поделити на акције. У руднику су наведени главни занати који су регулисани од стране Бергмајстера.

### Књига V: Копање руде и геодетеска уметност
Књига покрива подземно рударство и геодетске радове. Агрикола описује да се злато, сребро, бакар и жива могу наћи као природни метали, остали веома ретко. Описани су штетни гасови и улазак воде као и методе облагања тунела и шахтова дрвеном грађом. Књига приказује потребне инструменте и технике за одређивање тока вена и тунела.

### Књига VI: Алати и машине рудара
Књига је опширно илустрована и описује алате и машинерију повезане са рударством. Описани су ручни алати и различите врсте кашика, колица и камиона на шумовитим стазама. Агрикола затим даје детаље о разним врстама машина за дизање тегова. На крају су описани дизајни лопатице за вентилацију. 

### Књига VII: O испитивању руде
Књига се бави техникама испитивања. Детаљно су описани различити дизајни пећи. Агрикола описује мере предострожности за обезбеђивање тачне количине олова и такође описује спајање злата са живом. Описане су технике испитивања за основне метале као што је калај, као и технике за легуре као што је сребрни калај.

### Књига VIII: Печење, дробљење и прање руде
У овој књизи Агрикола даје детаљан приказ обогаћивања различитих руда. Он описује процесе укључене у сортирање, пржење и дробљење руде. Описане су различите технике за различите метале и регионе.

### Књига IX: Методе топљења руда
Књига описује топљење, које Агрилола описује као усавршавање метала ватром. Прво је објашњен дизајн пећи. Агрикола у овој књизи такође описује прављење челика за лончиће и дестилацију живе и бизмута.

### Књига X: Одвајање сребра од злата и олова од злата или сребра
Агрикола у овој књизи описује раздвајање сребра од злата помоћу киселина. Он такође описује загревање антимон сулфидом (стибијумом), који би дао сребрни сулфид и мешавину злата и антимона. Злато и сребро се затим могу повратити купелацијом. 

### Књига XI: Одвајање сребра од бакра
Књига описује одвајање сребра од бакра или гвожђа. Ово се постиже додавањем великих количина олова на температури мало изнад тачке топљења олова. Олово и сребро се могу раздвојити купелацијом.

### Књига XII: Производња соли, соде, витриола, сумпора, битумена и стакла
Књига описује припрему онога што Агрикола назива „соковима“:со, сода, нитар, десикант, витриол, шалитра ,сумпор и битумен. На крају је израда стакла покривена.

## Историја издавања
Агрикола је умро 21. новембра 1555. године. Објављивање дела је одложено до завршетка обимних и детаљних дрвореза годину дана након његове смрти. Немачки превод је објављен 1557, а друго латинско издање појавило се 1561. Постоји верзија на шпанском коју је написао Бернардо Перез де Варгас 1569. године. Ово дело је преведено на француски као Traite singulier de metallikue 1743. Године 1912. први енглески превод De Re Metallica је приватно објављен у Лондону уз претплату. Преводиоци и уредници били су Херберт Хувер, рударски инжењер (а касније председник Сједињених Држава), и његова супруга Лу Хенри Хувер, геолог и латиниста. Превод је значајан не само по јасноћи језика, већ и по обимним фуснотама, које детаљно описују класичне референце  на рударство и метале, безбедност у рудницима, укључујући историјску безбедност и познате минерале у време када је Агрикола написао књигу.